# Daphnella corimbensis
Daphnella corimbensis é uma espécie de gastrópode do gênero Daphnella, pertencente a família Raphitomidae.